# Vlag van Horst aan de Maas

Vlag van de gemeente Horst aan de Maas

De vlag van Horst aan de Maas werd op 19 februari 2002 voor de eerste keer vastgesteld als de gemeentelijke vlag van de toenmalige Limburgse gemeente Horst aan de Maas. Na de gemeentelijke herindeling op 1 januari 2010 is dezelfde vlag op 23 februari 2010 opnieuw vastgesteld als de gemeentelijke vlag voor de huidige gemeente Horst aan de Maas. De omschrijving luidt als volgt:
Zeven banen in geel en zwart, met op 2/7 van de lengte van de vlag een witte baan, waarvan de lengte gelijk is aan 2/7 van de lengte van de vlag, waarop vijf rode mispelbloemen met gouden hart.
Opmerkingen: de banen zijn van gelijke hoogte en met gouden wordt bedoeld geel.
De bloemen en de kleuren zijn afkomstig van het gemeentewapen. Het ontwerp van zowel het wapen als de vlag is van de Commissie Heraldiek van het Limburgs Geschied- en Oudheidkundig Genootschap (LGOG). De vlag is getekend door Piet Bultsma.

## Verwante afbeeldingen

Wapen van Horst aan de Maas
Vlag van Horst

Beek 
· Beekdaelen 
· Beesel 
· Bergen 
· Brunssum 
· Echt-Susteren 
· Eijsden-Margraten 
· Gennep 
· Gulpen-Wittem 
· Heerlen 
· Horst aan de Maas 
· Kerkrade 
· Landgraaf 
· Leudal 
· Maasgouw 
· Maastricht 
· Meerssen 
· Mook en Middelaar 
· Nederweert 
· Peel en Maas 
· Roerdalen 
· Roermond 
· Simpelveld 
· Sittard-Geleen 
· Stein 
· Vaals 
· Valkenburg aan de Geul 
· Venlo 
· Venray 
· Voerendaal 
· Weert